# Downieville (Kalifornia)
Downieville statisztikai település az Amerikai Egyesült Államok Kalifornia államában, Sierra megyében, melynek megyeszékhelye is. Lakosainak száma 290 fő (2020. április 1.).

## Népesség
A település népességének változása:

| 2010 | 282 |
| 2020 | 290 |